# 17035 Velichko
17035 Velichko este un asteroid din centura principală de asteroizi.

## Descriere
17035 Velichko este un asteroid din centura principală de asteroizi. A fost descoperit pe 22 martie 1999 la Stația Anderson Mesa în cadrul programului LONEOS. Asteroidul prezintă o orbită caracterizată de o semiaxă mare de 2,44 ua, o excentricitate de 0,15 și o înclinație de 6,2° în raport cu ecliptica.